# Mike Tenay
Michael William "Mike" Tenay (Los Angeles, 15 augustus 1954) is een Amerikaans podcast presentator en voormalig professioneel worstel-commentator die vooral bekend is van zijn tijd bij World Championship Wrestling (WCW) en Total Nonstop Action Wrestling (TNA) (nu bekend als Impact Wrestling). Voormalige Impact Wrestling Executive Producer (EP) Eric Bischoff en WCW president beschouwd Tenay als een "een lopende encyclopedie van kennis".
Tenay is een zevenvoudig ontvanger van de Wrestling Observer Newsletter awards voor Best Television Announcer.

## Professionele worstel carrière

### World Championship Wrestling (1994 – 2001)
Mike Tenay maakte zijn debuut bij World Championship Wrestling's (WCW) co-gepromote AAA When Worlds Collide pay-per-view (PPV) evenement in november 1994. Na het succes van dat evenement voegde WCW meer luchadores toe aan de selectie en Tenay zou als gastomroeper verschijnen tijdens hun pay-per-view-wedstrijden vanwege zijn uitgebreide kennis van ruimen en manoeuvres, evenals lucha libre ring-psychologie. Tenay zou later dienen als een fulltime play-by-play-omroeper voor secundaire tv-shows zoals WCW Worldwide en WCW Saturday Night, waar hij bekend stond als "Iron" Mike Tenay. Ook was een interview bij het Uncensored pay-per-view evenement.
Op 2 september 1996, werd Tenay naar WCW Monday Nitro gestuurd als derde commentator met Tony Schiavone en Bobby Heenan. Schiavone gaf Tenay the bijnaam "The Professor" vanwege zijn enorme en indrukwekkende kennis van het worstelen, geschiedenis van het worstelen en de manoeuvres.
Mike bleef commentator bij WCW tot dat WWF de WCW kocht in 2001.

### TNA Wrestling (2002 – 2016)
In het begin van 2002, werd Tenay benaderd door Jeff Jarrett met betrekking tot van de play-by-play-omroeper met Total Nonstop Action Wrestling. Tenay werd de stem van het nieuwe bedrijf toen het in juni 2002 werd gelanceerd. Vanaf dat moment hoorde je Tenay bij elke wekelijkste pay-per-view, aflevering van Impact Wrestling (en Xplosion) en maandelijkse pay-per-views tot 2015. Tenay werd ook de prominente persoonlijkheid op het scherm voor TNA, door interviews af te nemen met Jeff Jarrett (die Tenay beschouwd heeft als "de stem van de fans") en door belangrijke aankondigingen te doen (zoals de ondertekening van Sting).
Josh Mathews nam zijn plaats in als commentator bij de wekelijkse uitzending van Impact Wrestling, toen het programma van Spike naar Destination America verplaatste in januari 2015. Kort geleden had Tenay Impact Wrestling: Unlocked gehost, tot het werd geannuleerd en maakte sporadische verschijningen als backstage commentator of als vervanging. Ook introduceerde hij Jeff Jarrett in de TNA Hall of Fame. Vanaf december 2015, was Tenay nog steeds onder contract bij TNA, maar verscheen niet op tv sinds juli. Toen Impact debuteerde op Pop in januari 2016, zei Tenay dat zijn toekomst als commentator van Impact onzeker was.

## Andere media
Hij verscheen in de videogame TNA Impact! als een downloadbaar personage.

## Privé leven
Mike Tenay is getrouwd met zijn vrouw Karen sinds 1997 en wonen in Las Vegas, Nevada.

## Prestaties
- CAGEMATCH Year End Awards
  - TNA-Non-Wrestler des Jahres (2006, 2010 – 2014)[10]
- Wrestling Observer Newsletter
  - Best Television Announcer (1997, 2002 – 2005, 2013 – 2014)[10]